# 浅井認
浅井 認（あさい みとむ）は、小学館ユニバーサルメディア事業局チーフプロデューサー。一般社団法人ジュニアプログラミング推進機構 代表理事、小学館ミュージック&デジタル エンタテイメント常務取締役、アニメタイムズ社元執行役員。大阪府寝屋川市出身。

## 経歴
寝屋川市立中央小学校から寝屋川市立第一中学校を経て、大学を卒業するまでは寝屋川市初町に在住していた。中学当時や高校当時は近辺である京都や奈良の寺社巡りをして御朱印を集めており、大学当時はテレビドラマを作りたいと思っていたという。
大学卒業後の1989年（平成元年）に小学館に入社し、それから7年目で週刊少年サンデー編集部にて青山剛昌の担当として彼の代表作となる『名探偵コナン』に携わる。同作品の連載開始1年後のことであり、「推理小説が好きだったのでやりがいがある」と思ったそうである。担当期間は約5年半におよび、それまで漫画編集者の仕事は原稿を取りに行くことぐらいに思っていたが、実際には打ち合わせで青山と共に事件やトリックを考えることや大阪弁の監修も務めていた。犯行の動機も難しいことから、担当を交代する頃にはアイデアが尽きていたという。
青山の担当となって1年後の1996年（平成8年）には『コナン』のテレビアニメ版の放送が開始され、1997年（平成9年）から開始された劇場版シリーズでは脚本や宣伝にも携わるようになり、原案協力やプロデューサーとして19作品を担当した後、2019年（平成31年）公開の『名探偵コナン 紺青の拳』まで企画やプロデュースを担当した。
マルチメディア局映像制作室副室長（2011年時点）、国際メディア事業局プロデューサー兼クロスメディア事業センター室長（2016年時点）などを歴任し、ユニバーサルメディア事業局チーフプロデューサーとして、2021年（令和年）公開の『名探偵コナン 緋色の弾丸』以降の作品では製作委員会の一員として作品に携わり続けている。

## 活動記録

### テレビアニメ
- 名探偵コナン：原案協力、アソシエイトプロデューサー
- 犬夜叉 完結編：プロデューサー
- ルパン三世VS名探偵コナン：製作委員会（小学館）
- まじっく快斗：プロデューサー
- 神のみぞ知るセカイ：企画協力
- ポケモンスマッシュ!：企画
- 神のみぞ知るセカイII：企画協力
- ポケットモンスター ベストウイッシュ シーズン2 エピソードN・シーズン2 デコロラアドベンチャー：企画
- ポケットモンスター XY：企画
- ポケモンゲット☆TV：企画
- 名探偵コナン 江戸川コナン失踪事件 〜史上最悪の2日間〜：プロデューサー
- ポケットモンスター XY&Z：企画
- 名探偵コナン エピソード“ONE” 小さくなった名探偵：企画
- 100%パスカル先生：製作
- プリプリちぃちゃん!!：製作
- 笑ゥせぇるすまんNEW：製作委員会

### アニメ映画
- 名探偵コナン 時計じかけの摩天楼：原案協力
- 名探偵コナン 14番目の標的：原案協力
- 名探偵コナン 世紀末の魔術師：原案協力
- 名探偵コナン 瞳の中の暗殺者：原案協力
- 名探偵コナン 天国へのカウントダウン：原案協力
- 名探偵コナン ベイカー街の亡霊：アソシエイトプロデューサー
- 名探偵コナン 迷宮の十字路：アソシエイトプロデューサー
- 名探偵コナン 銀翼の奇術師：アソシエイトプロデューサー
- 名探偵コナン 水平線上の陰謀：アソシエイトプロデューサー
- 名探偵コナン 探偵たちの鎮魂歌：アソシエイトプロデューサー
- 名探偵コナン 紺碧の棺：アソシエイトプロデューサー
- 名探偵コナン 戦慄の楽譜：アソシエイトプロデューサー
- 名探偵コナン 漆黒の追跡者：アソシエイトプロデューサー
- 名探偵コナン 天空の難破船：アソシエイトプロデューサー
- 名探偵コナン 沈黙の15分：アソシエイトプロデューサー
- 名探偵コナン 11人目のストライカー：プロデューサー
- 名探偵コナン 絶海の探偵：プロデューサー
- 劇場版ポケットモンスター ベストウイッシュ 神速のゲノセクト ミュウツー覚醒：エグゼクティブプロデューサー
- ピカチュウとイーブイ☆フレンズ：エグゼクティブプロデューサー
- ルパン三世VS名探偵コナン THE MOVIE：企画・プロデュース
- 名探偵コナン 異次元の狙撃手：プロデューサー
- ポケモン・ザ・ムービーXY 破壊の繭とディアンシー：エグゼクティブプロデューサー
- ピカチュウ、これなんのカギ?：エグゼクティブプロデューサー
- 名探偵コナン 業火の向日葵：プロデューサー
- ポケモン・ザ・ムービーXY 光輪の超魔神 フーパ：エグゼクティブプロデューサー
- ピカチュウとポケモンおんがくたい：エグゼクティブプロデューサー
- 名探偵コナン 純黒の悪夢：製作委員会（小学館）
- ポケモン・ザ・ムービーXY&Z ボルケニオンと機巧のマギアナ：アソシエイトプロデューサー
- 劇場版ポケットモンスター キミにきめた!：アソシエイトプロデューサー
- 名探偵コナン ゼロの執行人：企画・プロデュース
- 劇場版ポケットモンスター みんなの物語：アソシエイトプロデューサー
- 名探偵コナン から紅の恋歌：企画・プロデュース
- 名探偵コナン 紺青の拳：企画・プロデュース
- 名探偵コナン 緋色の弾丸：製作委員会（小学館）
- 名探偵コナン ハロウィンの花嫁：製作委員会（小学館）
- 名探偵コナン 黒鉄の魚影：製作委員会（小学館）

### テレビドラマ
- じんべえ：原案協力
- アイドル×戦士ミラクルちゅーんず!：プロジェクトサポート

### 実写映画
- 映画 クロサギ：製作委員会（小学館）
- ソラニン：共同プロデューサー